# 淳州 (甘肃)
淳州，中国唐朝时设置的州。
唐太宗貞觀十二年（638年）以索恭县（今甘肃省临夏县麻尼寺沟乡）、乌城县（今甘肃省夏河县曲奥乡）设置淳州，治所在索恭县，以安置党项部落。唐玄宗开元元年（713年）废除乌城县，索恭县改为安乡县，属河州。淳州改为羁縻州，治今陕西省榆林市横山区高镇。唐代宗大历年间，废除淳州。